# Najwyższa Rada Muzułmańska
Najwyższa Rada Muzułmańska (arab. المجلس الإسلامي الأعلى, al-Majlis al-Islāmī al-Aʿlā) była najwyższym organem odpowiadającym za sprawy arabskiej społeczności w brytyjskim Mandacie Palestyny. Powstała jako organ doradczy składający się z muzułmanów i chrześcijan, z którym konsultował się wysoki komisarz Palestyny. Muzułmańscy przywódcy starali się w ten sposób utworzyć w Palestynie niezależną radę nadzorującą sprawy religijne swojej społeczności, w szczególności sprawy sądów szariata i wakf.
Rada powstała w 1921 i funkcjonowała do stycznia 1951, kiedy została rozwiązana przez Jordanię. Po Wojnie sześciodniowej w 1967, Izrael odtworzył Najwyższą Radę Muzułmańską jako organ sądowy społeczności arabskiej na Zachodnim Brzegu. Swoją jurysdykcją obejmuje także sprawy cywilne izraelskich Arabów.

## Historia
Po przyznaniu przez Ligę Narodów Wielkiej Brytanii Mandatu Palestyny, brytyjskie władze podjęły starania aby utworzyć organy mogące reprezentować społeczność arabską i żydowską w Palestynie. Jako pierwsze powstało w kwietniu 1920 żydowskie Zgromadzenie Narodowe. Natomiast z organizacją ciała reprezentacyjnego Arabów było trudniej, ponieważ społeczność ta była mocno podzielona i nie reprezentowała interesów narodowych, lecz tylko interesy klanów rodzinnych. Brytyjczycy jednak stanowczo domagali się utworzenia takiego organu, który poza rolą reprezentacyjną spełniałby także funkcje decyzyjne w sprawach religijnych. Było to konieczne aby wypełnić pustkę powstałą po usunięciu tureckiego panowania nad Palestyną. Do tej pory komitet palestyńskiego wakf podlegał osmańskiemu zwierzchnictwu w Stambule. W nowej sytuacji geopolitycznej na Bliskim Wschodzie, sytuacja taka była nie do przyjęcia dla Brytyjczyków. Poszukując rozwiązania dostrzegli oni palestyński klan Husajnów, który był jedną z najzamożniejszych rodzin w południowej Palestynie, i posiadał ziemię położone wokół Jerozolimy. Trzynastu członków klanu było kolejnymi burmistrzami Jerozolimy w latach 1864-1920, a Kamil al-Husajni był wielkim muftim Jerozolimy. Brytyjczycy uznali ten klan za zdolny do przywództwa i jednocześnie posiadający cechy pragmatyzmu. Dlatego po śmierci wielkiego mufti Jerozolimy, stanowisko to zaproponowano Mohammadowi Amin al-Husajniemu. Równocześnie, w grudniu 1921 wysoki komisarz Palestyny sir Herbert Samuel wydał formalne polecenie ustanowienia Najwyższej Rady Muzułmańskiej, które to zadanie powierzono do wykonania Amin al-Husajniemu.
Pierwsze wybory odbyły się 9 stycznia 1922. Wzięło w nich udział 46 wyborców – byli oni uprawnieni do głosowania w wyborach do ostatniego tureckiego parlamentu. W skład pierwszej Najwyższej Rady Muzułmańskiej weszło pięciu członków: Al-Hadżdż Muhammad Amin al-Husajni (jako przewodniczący), Muhammad Effendi Murad, Abd al-Latif Bej Salah, Sa'id al-Szawa i Abd al-Latif al-Dajani. Rada była organem doradczym składający się z muzułmanów i chrześcijan, z którą w ważnych sprawach konsultował się wysoki komisarz Palestyny. Spełniała ona także nadrzędną kontrolę i zwierzchnictwo nad sprawami muzułmańskich sądów szariatu i wakf. Członkowie Rady byli opłacani z funduszy budżetu brytyjskich władz mandatowych i wakfu. Rada dysponowała także własnym budżetem w wysokości około 50 tys. funtów szterlingów, a wydatki nie musiały być akceptowane przez władze mandatowe (w przypadku żydowskich organów reprezentacyjnych wydatki i budżet podlegały ścisłemu nadzorowi). Rada cieszyła się bardzo dużą autonomią, a przewodniczący miał prawo zatrudniania wszystkich muzułmańskich urzędników w Palestynie. Spowodowało to, że klan Husajnów otrzymał w swoje ręce bardzo wpływowe stanowiska, dużą władzę i olbrzymie wpływy. Okres władzy Amina al-Husajniego charakteryzował nepotyzm.
Najwyższa Rada Muzułmańska uważała się za strażnika jednego z trzech świętych miejsc Islamu i rozpoczęła międzynarodową kampanię zbierania funduszy na renowację Wzgórza Świątynnego, a szczególnie meczetu al-Aksa i Kopuły na Skale. Cały obszar znajdował się w ruinie i wymagał gruntownych prac renowacyjnych. Al-Husajni zlecił wykonanie prac tureckiemu architektowi Mimarowi Kemalettin. Amin był zdecydowany przekształcić meczet al-Aksa w symbol panarabskiego i palestyńskiego nacjonalizmu w walce z napływem żydowskich imigrantów do Palestyny. Prowadząc swoją kampanię często oskarżał Żydów o planowanie przejęcia kontroli nad Murem Zachodnim, który był niezbywalną własnością i częścią meczetu al-Aksa. 26 sierpnia 1928 Amin al-Husajni przewodniczył w uroczystościach zakończenia pierwszego etapu prac renowacyjnych w meczecie al-Aksa. W uroczystościach uczestniczyli przedstawiciele wszystkich krajów muzułmańskich, które sfinansowały realizację projektu. Wśród obecnych był jordański król Abdullah I.
Radzie podlegało 200 z wszystkich 300 palestyńskich meczetów. Wiele z nich było rozbudowywanych i poddawanych różnym pracom renowacyjnym. W 1923 uznano meczet Hassan Bek jako element arabskiej walki narodowej i po jego odbudowie postanowiono wspierać finansowo jego działalność jako centrum społecznego mieszkańców północnej Jafy. Radzie podlegało jedenaście szkół – dwie w Jerozolimie, trzy w Jafie, i po jednej w Gazie, Ramli, Akce, Nazarecie oraz w Jerycho. Prowadzono także kliniki medyczne dla ubogich w Hebronie, Jerozolimie, Hajfie i Tyberiadzie, oraz sierociniec i kuchnię dla ubogich w Dzielnicy Muzułmańskiej na Starym Mieście Jerozolimy.
Kolejne wybory do Najwyższej Rady Muzułmańskiej odbyły się w latach 1926, 1929 i 1930. Rada składała się z czterech stałych członków. Następne wybory odbyły się 25 kwietnia 1936, już po wybuchu arabskiego powstania (1936–1939). Powstał wówczas Najwyższy Komitet Arabski, będący polityczną reprezentacją arabskiej społeczności w Palestynie. Przewodniczącym został Amin al-Husajni, a członkami byli Dżamal al-Husajni i Jakub al-Dżusajn. W wyniku nasilenia anty-brytyjskich walk, władze mandatowe zakazały we wrześniu 1937 działalności Najwyższego Komitetu Arabskiego i przeprowadziły aresztowania członków Komitetu i jednocześnie Najwyższej Rady Muzułmańskiej. Amin al-Husajni uniknął aresztowania, musiał jednak uciekać za granicę. Utracił on swoje stanowisko, jednak Najwyższa Rada Muzułmańska nadal funkcjonowała.
W wyniku I wojny izraelsko-arabskiej (1948–1949) tereny Wschodniej Jerozolimy wraz z Samarią i Judeą znalazły się pod okupacją Królestwa Transjordanii. Jordański król Abdullah I utrzymał Najwyższą Radę Muzułmańską, a na jej przewodniczącego powołał szejka Hussam Dżarallah. Równocześnie Amin al-Husajni został oficjalnie usunięty ze swoich stanowisk i zabroniono mu wstępu do Jerozolimy. Nowym wielkim muftim został Hussam ad-Din Jarallah. Pozycja Najwyższej Rady Muzułmańskiej była jednak bardzo utrudniona, ponieważ większość jej własności znajdowała się teraz w Izraelu. Będąc pozbawiona wpływów i poparcia społecznego, traciła swoje znaczenie. W styczniu 1951 król Abdullah I nakazał jej rozwiązanie. Wszystkie palestyńskie wakf i instytucje charytatywne wraz z sądami szariatu przeszły pod zwierzchnictwo jordańskiego Ministerstwa Sprawiedliwości.
W wyniku wojny sześciodniowej w 1967 całość Jerozolimy i Zachodniego Brzegu znalazła się pod okupacją Izraela. Władze izraelskie odtworzyły Najwyższą Radę Muzułmańską jako organ sądowy społeczności arabskiej w Samarii i Judei. Swoją jurysdykcją obejmuje on także sprawy cywilne izraelskich Arabów.